# Barrowden
Barrowden is een civil parish in het bestuurlijke gebied Rutland, in het Engelse graafschap Rutland met 506 inwoners.

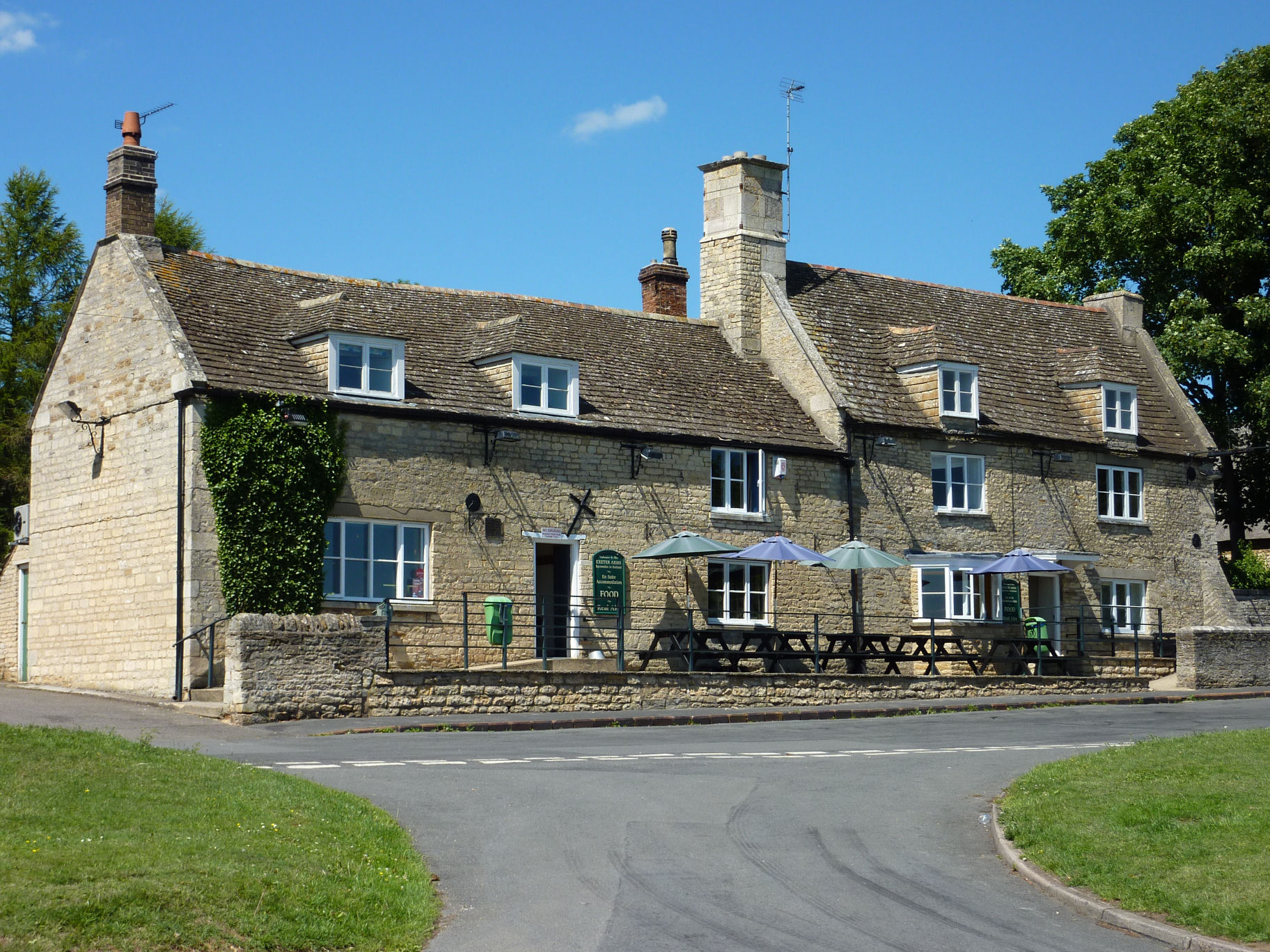
Exeter Arms
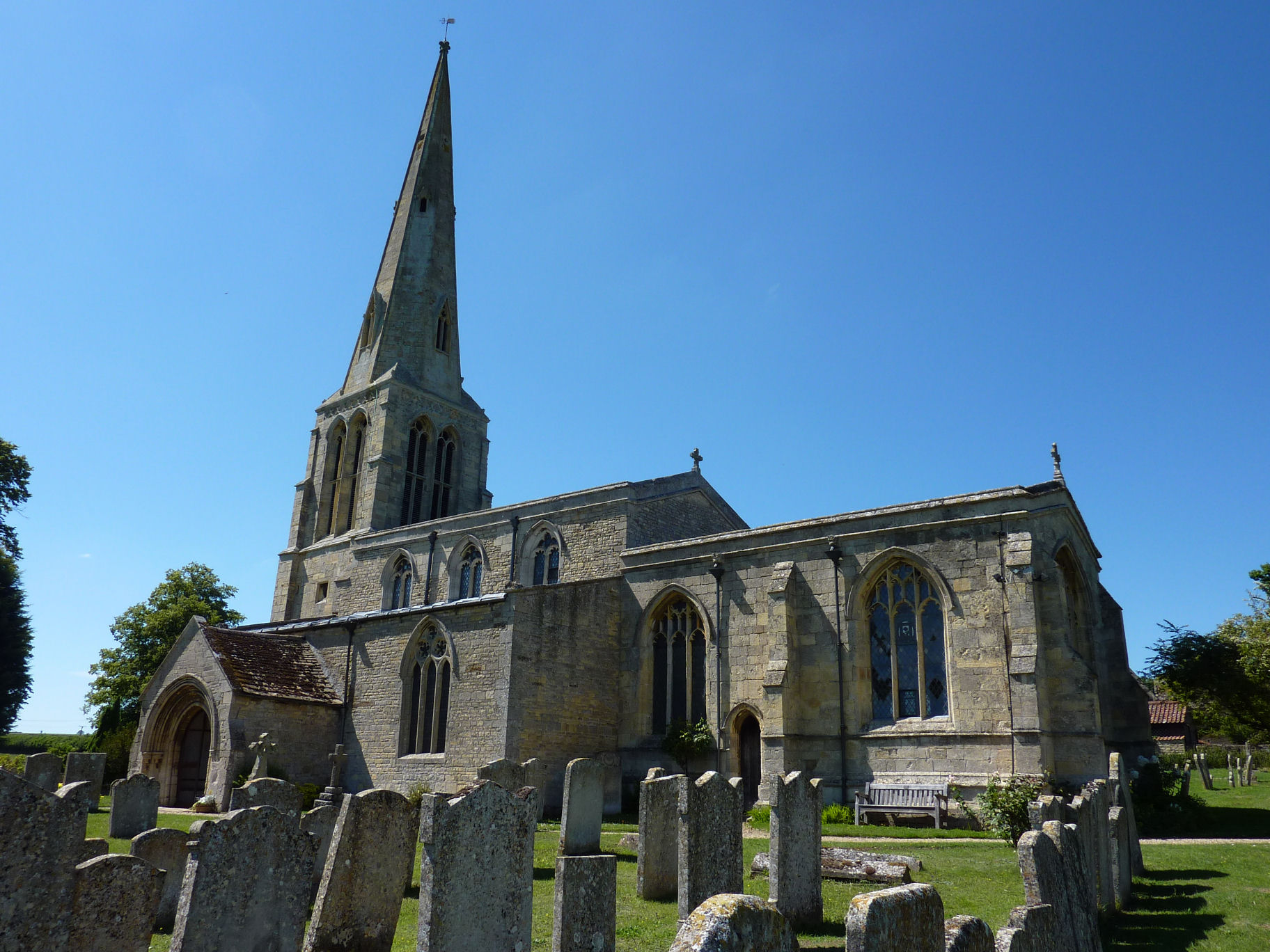
Kerk van St. Peter